# Kåg
En kåg var en fladbundet båd, der blev brugt til lastning og losning af skibe samt til færgefart på floder og andre lavvandede farvande. Den blev også brugt til fragtfart og var da forsynet med sejl og sidesværd.
En kåg kunne laste op til 35 tons, svarende til 2-3 jernbanevognladninger.